# Eastmain (Quebec)
Pronunciação
Eastman é um município de cerca de 1700 pessoas, parte do Município Regional do Condado de Memphrémagog, na região Eastern Townships de Quebec, no Canadá.